# Période de landrush
Dans le contexte des noms de domaine, une période de landrush (en anglais, landrush period) est une période de temps après le lancement d'un nouveau domaine de premier niveau ou de second niveau au cours de laquelle des noms de domaine sont disponibles pour l'enregistrement à des entités qui ne possèdent pas une marque au nom qu'ils désirent faire enregistrer, et donc n'était pas admissible à l'enregistrement pendant la période de sunrise. Durant cette période, les enregistrements sont généralement ouverts à un groupe fermé, habituellement à un prix élevé.
Les demandes d'enregistrement peuvent être ou ne pas être traitées sur la base du premier arrivé, premier servi. La période de landrush fait habituellement suite à une période de sunrise au cours de laquelle les propriétaires de marques pouvaient enregistrer un nom de domaine contenant leur marque. La période de landrush est habituellement suivie d'une période de disponibilité générale au cours de laquelle quiconque peut enregistrer un nom de domaine sur la base du premier arrivé, premier servi.